# Cornelis Petrus Tiele

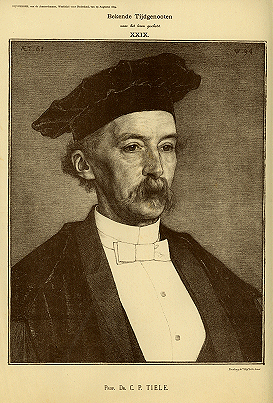
Cornelis Petrus Tiele.

Cornelis Petrus Tiele, född den 16 december 1830 i Leiden, död där den 11 januari 1902, var en nederländsk religionshistoriker.
Tiele studerade teologi vid remonstranternas seminarium i Leiden, var sedan präst i Rotterdam, där han utmärkte sig som predikant, men tillika med ovanlig arbetskraft idkade orientaliska och religionshistoriska studier. 1873 blev han lärare och 1876 professor i teologi (religionshistoria) vid Leidens universitet, senare tillika remonstranternas superintendent och förste teologiske lärare. 
Genom sin betydande och formsäkra personlighet blev Tiele en av Leidenuniversitetets ledande män, och tillsammans med framstående orientalister, som Kuenen och Kern, blev han grundläggaren av den nederländska religionsvetenskapen. Hans forskning, som omfattade samtliga religioner, utmärks genom saklighet, överblick, kritisk klarhet, frigjord från den romantiska idealismen, som ännu präglar den i och för sig mera betydande samtida religionshistorikern Friedrich Max Müllers vetenskapliga alster. 
Dessa egenskaper pryder Tieles huvudverk Geschiedenis van den godsdienst in de oudheit tot op Alexander den groote (1891–93; tysk översättning av Gehring 1896–1903) och  kompendiet Geschiedenis van den godsdienst tot aan de heerschappij der wereldgodsdiensten (1876; dansk översättning av Frants Buhl 1884, tysk översättning utgiven och starkt bearbetad av Nathan Söderblom, 4:e upplagan 1912) och den allmänna framställningen av hans forskningsprinciper i Introduction to the science of religion (Gifford Lectures, 1896–98; "Inledning till religionsvetenskapen", svensk översättning av Jan H. Ahlstedt, 1902–03), Hoofdtrekken der godsdienstvetenschap (1901; tysk översättning av Gehring). 
Hans tidigare stora verk Godsdienst van Zarathustra (1864), Vergelijkende geschiedenis der egyptische en mesopotamische godsdiensten (1869–72), Babylonien-assyrische geschichte (1886–88), som alla vilar på omfattande källstudier och för sin tid var betydande, är sedan länge föråldrade.